# Village of Oak Creek, Arizona
Village of Oak Creek är en ort (CDP) i Yavapai County, i delstaten Arizona, USA. Enligt United States Census Bureau har orten en folkmängd på 6 147 invånare (2010) och en landarea på 13,6 km².